# XVI Puchar Gordona Bennetta (balonowy)
XVI Puchar Gordona Bennetta – zawody balonów wolnych o Puchar Gordona Bennetta zorganizowane 10 września w 1927 roku w Detroit.

## Historia
Po wygraniu przez Warda Tunte van Ormana i Waltera W. Mortona organizowanych przez Belgię XV zawodów o puchar, zawody w 1927 roku miały ponownie zorganizować Stany Zjednoczone. Dla zawodników z Europy problemem były duże koszty podróży i przewiezienia balonu statkiem do USA. Dlatego część zawodników do udziału w zawodach zaprosiła osoby niezwiązane z baloniarstwem. Zwycięzcy wielu zawodów Belgowi Ernestowi Demuyterowi towarzyszył belgijski rzeźbiarz Pierre de Soete, a Ernestowi Maag zaprosił mistrza świata w boksie Erniego Nagrli. Było to dla nich przygoda, za którą byli gotowi zapłacić. Pierre de Soete po przybyciu do USA pod koniec sierpnia oświadczył, że jest nie tylko nowicjuszem, ale nigdy nie latał balonem.
Dwóch z niemieckich zawodników nosi to samo imię i nazwisko Hugo Kaulen. Nie jest to pomyłka, tylko ojciec, który wystartował na balonie Bramen, i syn startujący na balonie Ernst Brandenburg. Balony niemieckie zostały dopuszczone do udziału w zawodach po raz pierwszy od zakończenia I wojny światowej. Eliminacje zostały przeprowadzone w maju 1927 roku w Gelsenkirchen.
Amerykańskie eliminacje były planowane na 5 maja w Akron (Ohio), ale zostały przeniesione na 30 maja i odbyły się podczas obchodów Memorial Day. Wzięło w nich udział 15 balonów, a zwycięzcą został Ward T. Van Orman. Po przebyciu 718 mil wylądował w Hancock, drugi balon pilotowany przez E. J.Hilla po przebyciu 650 mil wylądował w Skowhegan, a trzeci W.E. Kepnera po locie na odległość 595 mil wylądował w Biddleford.
Początkowo planowano, że zawody odbędą się w Denver, ale w maju zapowiedziano przeniesienie miejsca startu do Detroit. Ich rozpoczęcie zaplanowano na 10 września. Ostateczna decyzja została podjęta w lipcu, po deklaracji Denver, że nie jest w stanie zorganizować tej imprezy.

## Uczestnicy
| Zajęte miejsce | Balon             | Pojemność | Załoga pilot pomocnik pilota                    | Kraj              | Czas lotu [h] | Odległość [w km] | Państwo Miejsce lądowania       |
| -------------- | ----------------- | --------- | ----------------------------------------------- | ----------------- | ------------- | ---------------- | ------------------------------- |
| 1.             | Detroit           |           | Edward J. Hill Artur G. Schlosser               | Stany Zjednoczone | 48:00         | 1198,00          | USA Baxley                      |
| 2.             | Barmen            |           | Hugo Kaulen senior Alexander Dahl               | Rzesza Niemiecka  | 48:00         | 1106,00          | USA Fort Valley                 |
| 3.             | Godyear VI        |           | Ward Tunte van Orman Walter W. Morton           | Stany Zjednoczone | 51:31         | 1102,00          | USA Wawerly                     |
| 4.             | La Fayette        |           | Georges M. Blanchet George Legalee              | Francja           |               | 1091,00          | USA Wawerly Hall                |
| 5.             | Hispania          |           | mjr Enrice Maldonado mjr Benito Molas           | Hiszpania         |               | 1038,00          | USA Eutawville                  |
| 6.             | Belgica           |           | Ernest Demuyter Pierre de Soete                 | Belgia            | 31:00         | 965,00           | USA Foresburg                   |
| 7.             | Münster VIII      |           | Ferdinand Eimeimacher dr Rudolph Predeck        | Rzesza Niemiecka  | 40:00         | 925,00           | USA Simpson Ferry (Columbia)    |
| 8.             | Dux               |           | lt Domenico Leone Ugo Medori                    | Włochy            |               | 917,00           | USA Newberry                    |
| 9.             | Paris-Bruxelle    |           | Maurice Bienaimé Alexander Veenstra             | Francja           |               | 888,00           | USA Dunn                        |
| 10.            | US Army           |           | William E. Kepner lt William Olmstead Eareckson | Stany Zjednoczone |               | 852,00           | USA York                        |
| 11.            | Wallonie          |           | Phillippe Quersin Theis M.                      | Belgia            |               | 852,00           | USA Greenville                  |
| 12.            | Rex               |           | Maj. Eraldo Ilari Cap. Guiseppe Paonessa        | Włochy            |               | 804,00           | USA Moresborro                  |
| 13.            | Helvetia          |           | Ernest Maag Erni Nägeli                         | Szwajcaria        | 22:00         | 748,00           | USA Sharpsburg                  |
| 14.            | Bee               |           | Cpt.G.F. Maeger SqLd. R.S.Booth                 | Wielka Brytania   |               | 724,00           | USA Randolf                     |
| 15.            | Ernst Brandenburg |           | dr Reinhold Halben Hugo Kaulen jr.              | Rzesza Niemiecka  | 4:00          | 80,00            | USA Sugar Island (Jezioro Eire) |

## Przebieg zawodów
Balony startowały z prywatnego lotniska Henry'ego Forda. Napełnianie balonów rozpoczęto przed 4 rano. Start nastąpił o 16 po południu. Zanim balony wystartowały, nad widzami przeleciało 16 samolotów z bazy Selfridge Field. Mt. Clemens. Sygnał do startu dal syn Forda Edsel. Pierwszy przy dźwiękach hymnu wystartował balon hiszpański. Z trzech niemieckich jako pierwszy startował Ernst Brandenburg. Jednak podczas jego startu zamiast hymnu odegrano niemiecką pieśń patriotyczną Die Wacht am Rhein, co spowodowało protesty zawodników. Dlatego hymn został odegrany podczas startu kolejnego balonu niemieckiego Münster VIII.
Balony poleciały w kierunku wschodnim, skręcając na północ w kierunku jeziora Erie. Zbliżająca się burza zmusiła po 4 godzinach lotu do lądowania niemiecki balon Ernst Brandenburg na malej wyspie na jeziorze Sugar Island. Większość balonów przeleciała na obszarem burzowym na dużych wysokościach. Demuyter musiał lądować, ponieważ lina manewrowa, która zwisała z balonu, zaplatała się w korony drzew.
Zwycięzca i najlepsze załogi wylądowały w stanie Georgia, pozostałe głównie w stanach Karolina Południowa i Północna.